# NGC 7243
NGC 7243 (другое обозначение — OCL 221) — рассеянное скопление в созвездии Ящерица.
Этот объект входит в число перечисленных в оригинальной редакции «Нового общего каталога».